# 莫布尔盖
莫布尔盖（法語：Maubourguet，法語發音：[mobuʁɡɛ]），法国西南部城市，奥克西塔尼大区上比利牛斯省的一个市镇，隶属于塔布区，其市镇面积为22.04平方公里，2022年1月1日时人口数量为2,232人，在法国城市中排名第4,667位。
莫布尔盖位于上比利牛斯省西北部，阿杜尔河畔，是一个区域性的中心城市，多条公路在此交汇。

## 地名来源
根据法国地理学家埃内斯特·内格尔的论述，“莫布尔盖”一名由“Mau”和“bourguet”两部分构成，分别意为“自卫”和“城塞”。
在奥克语及加斯科涅方言中，莫布尔盖写作“Mauborguet”。

## 历史

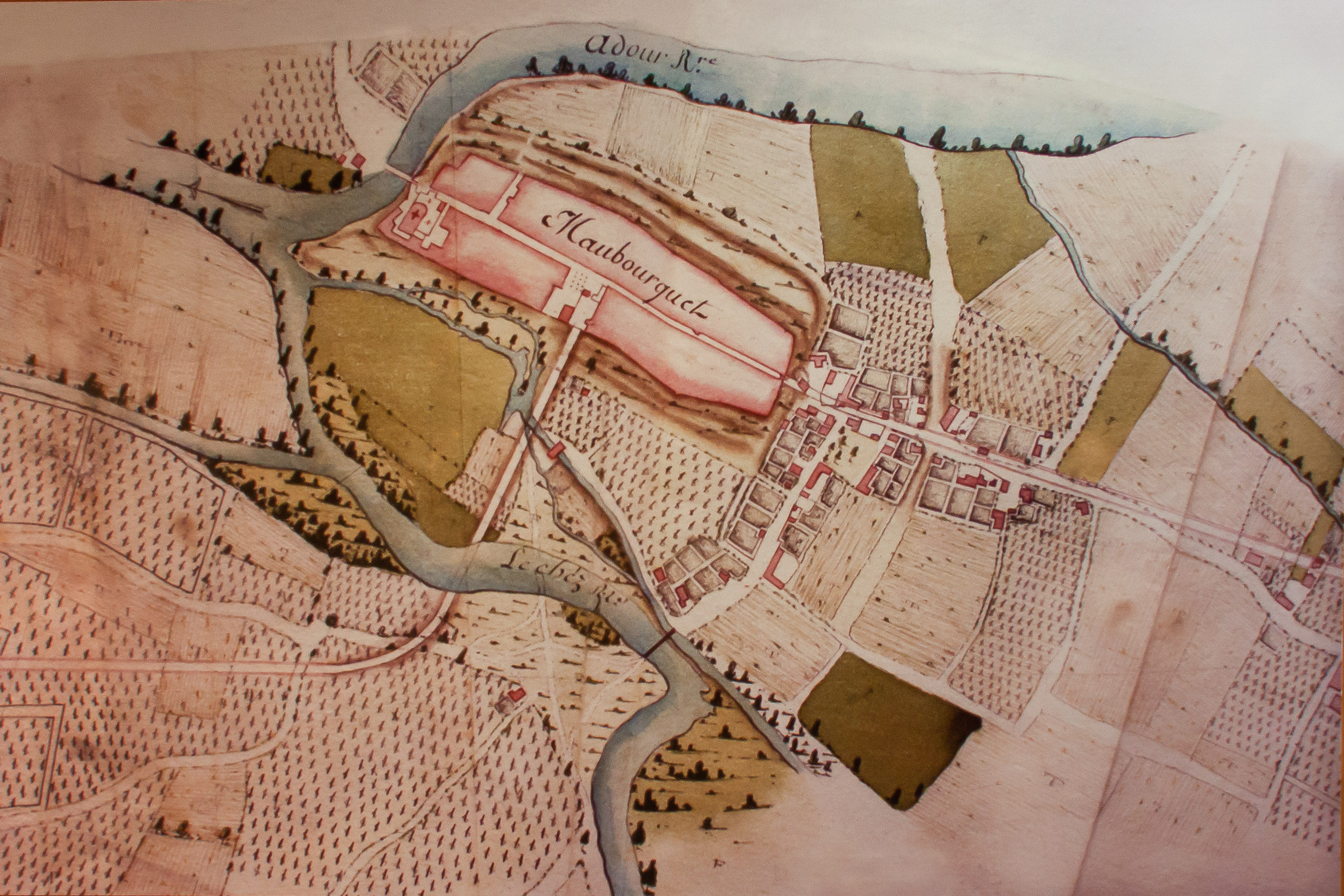
1760年的莫布尔盖

高卢时期，莫布尔盖为比盖尔人的活动范围。罗马人入侵后，一条罗马道路由此通过。中世纪中期，莫布尔盖逐渐成为一个区域性的商业中心。在15世纪末的纳瓦拉家族战争中，阿尔布雷的阿兰率军占领了莫布尔盖。1569年，莫布尔盖又被新教徒蒙莫朗西的加布里埃尔一世占领。法国大革命后，莫布尔盖成为上比利牛斯省的一个市镇。工业革命期间，沿阿杜尔河修建的铁路建成。第二次世界大战期间，莫布尔盖接纳了一些来自沦陷区的居民及企业。

## 地理

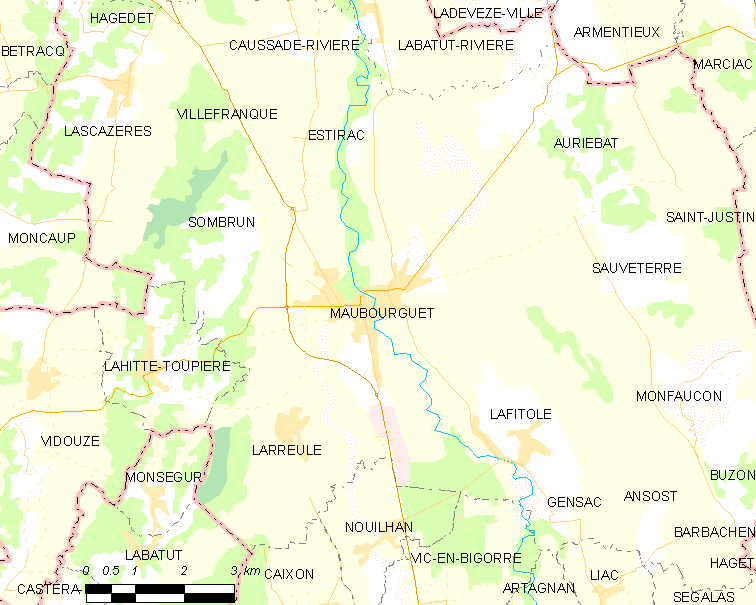
莫布尔盖市镇范围地图

莫布尔盖位于法国西南部，奥克西塔尼大区西南部和上比利牛斯省西北部，距离省会塔布大约28公里。与莫布尔盖接壤的市镇包括：欧里耶巴、埃斯蒂拉克、拉菲托勒、拉伊特图皮耶尔、拉勒勒、努扬、索沃泰尔、松布兰、比戈尔地区维克。

### 地形
莫布尔盖位于阿杜尔河中游谷地，阿尔马尼亚克平原南部，境内以浅丘为主，市镇中心地势较为平坦，全境海拔在164到285米之间。

### 水文
阿杜尔河自南向北流经境内，其左岸支流埃谢兹河在此与其交汇。

### 植被
莫布尔盖属于温带阔叶混交林区，林地广泛分布于河流附近。
在鲜花城市的评比中，莫布尔盖被评为1星级鲜花城市。

### 气候
莫布尔盖在柯本气候分类法中属于温带海洋性气候，当地冬季受焚风影响，气温明显高于同气候带的其它区域。

## 行政区划
莫布尔盖是法国奥克西塔尼大区上比利牛斯省的一个市镇，编号为65304。莫布尔盖下辖塔布区，隶属于上比利牛斯省第二选区，管理阿杜尔-吕斯唐-马迪朗河谷县，同时也是阿杜尔-马迪朗市镇公共社区的组成部分。
法国国家统计与经济研究所（简称）在进行数据统计时，将莫布尔盖单独设为莫布尔盖城市核心区以及莫布尔盖城市区。自2020年起，莫布尔盖城市区被包含13个市镇的莫布尔盖城市辐射区代替。此外，还将莫布尔盖市镇整体看作一个“块区”（IRIS）。

## 交通

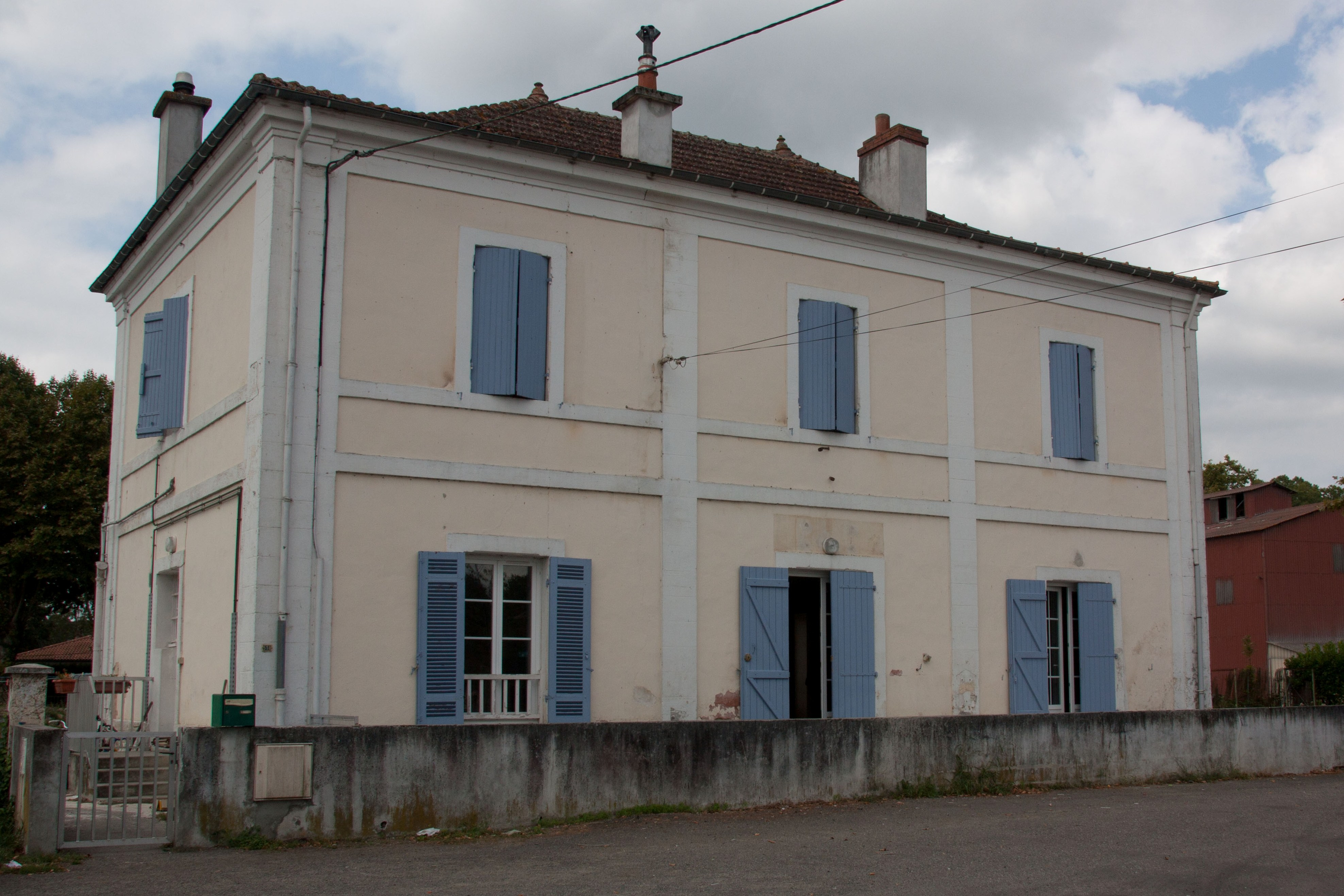
火车站旧址

### 公路
多条上比利牛斯省省道在莫布尔盖境内交汇。奥克西塔尼大区下属的961线城际巴士，途径莫布尔盖，往返于塔布和蒙德马桑
2017年，71.2%的莫布尔盖家庭拥有至少一辆私人汽车。2018年，莫布尔盖境内共发生各类交通事故3起，造成3人受伤。

### 铁路
莫布尔盖位于莫尔桑克斯－巴涅尔德比戈尔铁路上，该铁路莫布尔盖附近的路段已停止客运服务，原火车站被出售给了私人。距离莫布尔盖最近的客运铁路车站为塔布站，该站位于塔布市区，停靠前往巴黎、图卢兹、巴约讷等地的列车。

### 航空
距离莫布尔盖最近的民用航空站为塔布-卢尔德机场，距离莫布尔盖市中心的公路里程约38公里。

### 城市公共交通
截至2021年9月，莫布尔盖暂无城市公共交通系统。

## 政治

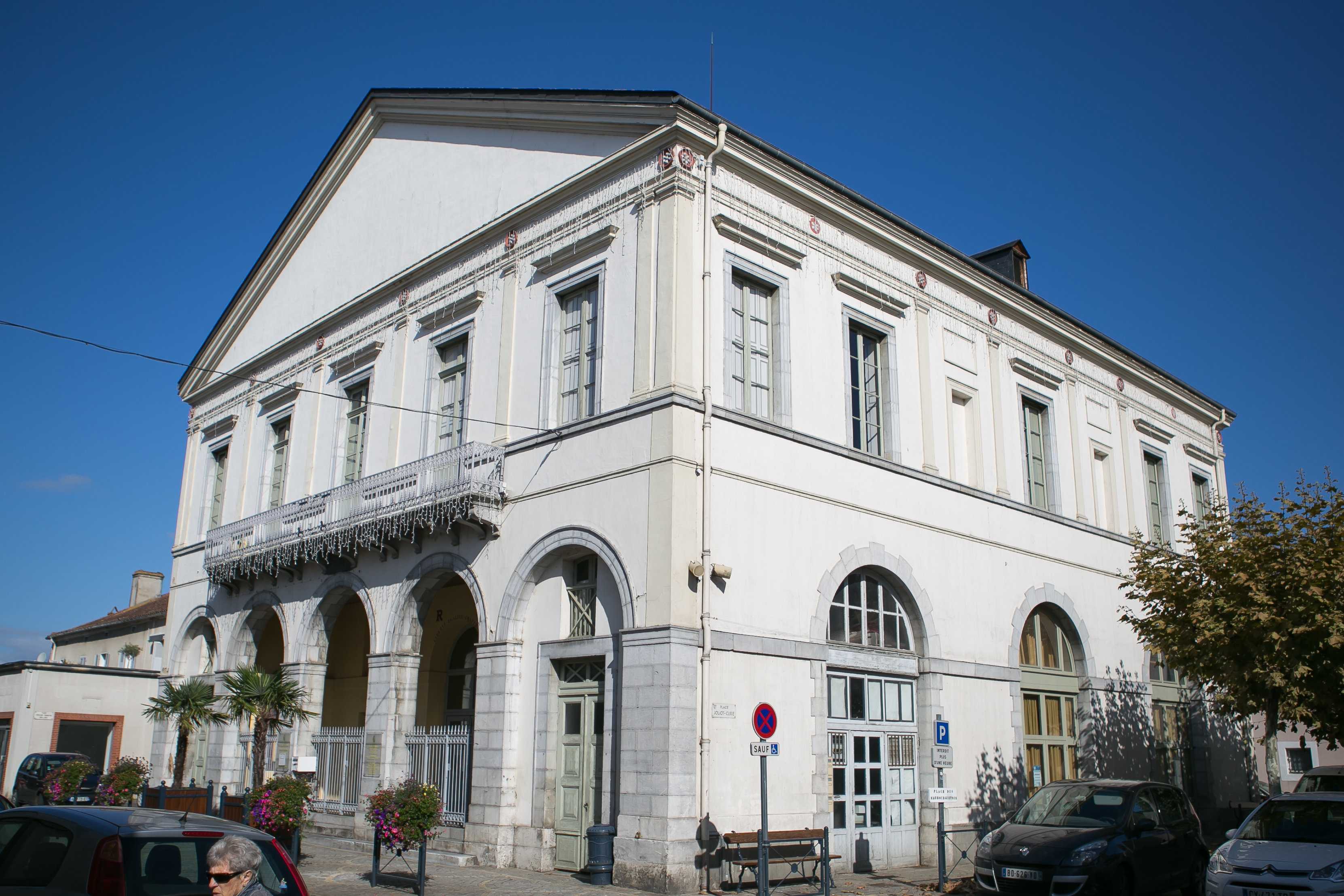
莫布尔盖市政厅

莫布尔盖的现任市长为让·纳达尔先生（Jean Nadal），他是社会党的一名成员，在2020年的市政选举中获得了56.26%的支持率。
在2017年的法国总统大选中，法国第25任总统埃马纽埃尔·马克龙在莫布尔盖获得了62.52%的支持率。

## 人口
2018年，莫布尔盖市镇人口数量为2,322，在法国排名第4,667位。其中男性1,096人，女性1,281人，75岁及以上人口占15.5%，外籍人口数量为513人，人口密度为105人/平方公里，当地居民被称为（男性）或（女性）。2019年，莫布尔盖境内出生17人，死亡人口42人。
| 年份   | 1936  | 1946  | 1954  | 1962  | 1968  | 1975  | 1982  | 1990  | 1999  | 2004  | 2009  | 2014  | 2018  |
| ------ | ----- | ----- | ----- | ----- | ----- | ----- | ----- | ----- | ----- | ----- | ----- | ----- | ----- |
| 人口數 | 2,053 | 2,234 | 2,139 | 2,350 | 2,479 | 2,583 | 2,573 | 2,472 | 2,412 | 2,478 | 2,449 | 2,450 | 2,322 |

## 经济

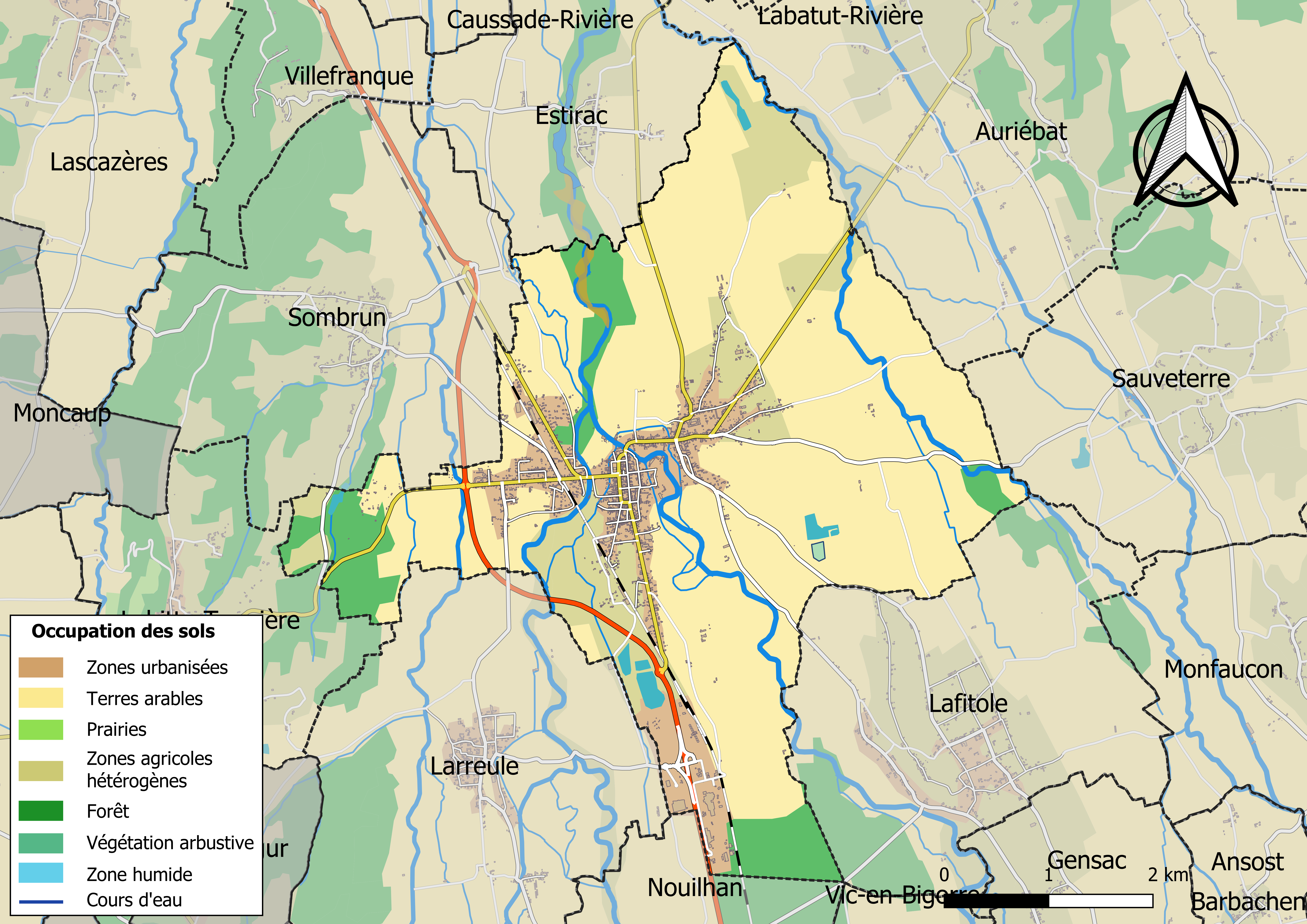
莫布尔盖土地利用情况地图

截止2021年9月，莫布尔盖共有各类用人单位（包含自雇）425家，平均历史为18年，均为中小型企业（PME）。（农副产品）、（零售）及（排水系统）是当地2019年营业额最高的三个企业，分别为59,740,188欧元、28,708,753欧元和17,463,687欧元。

## 财政收入
2019年，莫布尔盖的财政收入总额为2,869,220欧元，财政支出总额为2,102,790欧元，当年的债务总额为3,227,410欧元。2021年，莫布尔盖共获得159,595欧元的国家财政补助，比上一年零售了9.73%。
2017年，莫布尔盖的人均月收入总额为1,810欧元，其中高级职员为3,245欧元，低于法国平均水平（4,214欧元）；中级职员为2,061欧元，低于法国平均水平（2,353欧元）；普通职员为1,559欧元，亦低于法国平均水平（1,690欧元）。
2017年，莫布尔盖境内的青壮年（15至64岁）失业率为15.3%，当地40.7%的家庭拥有纳税资格，平均纳税1,564欧元，低于法国平均水平（3,888欧元）。

## 社会事务

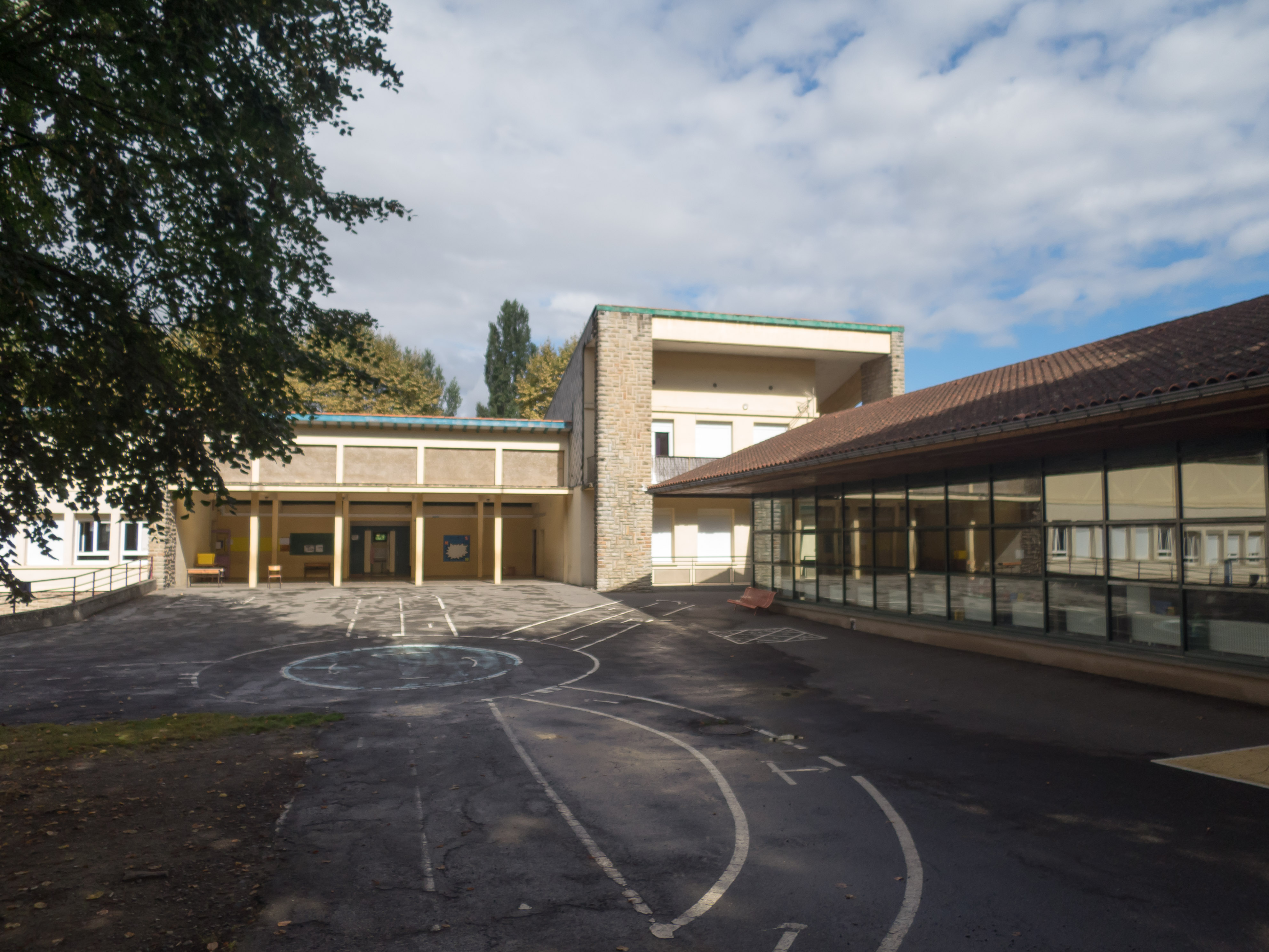
莫布尔盖的一所学校

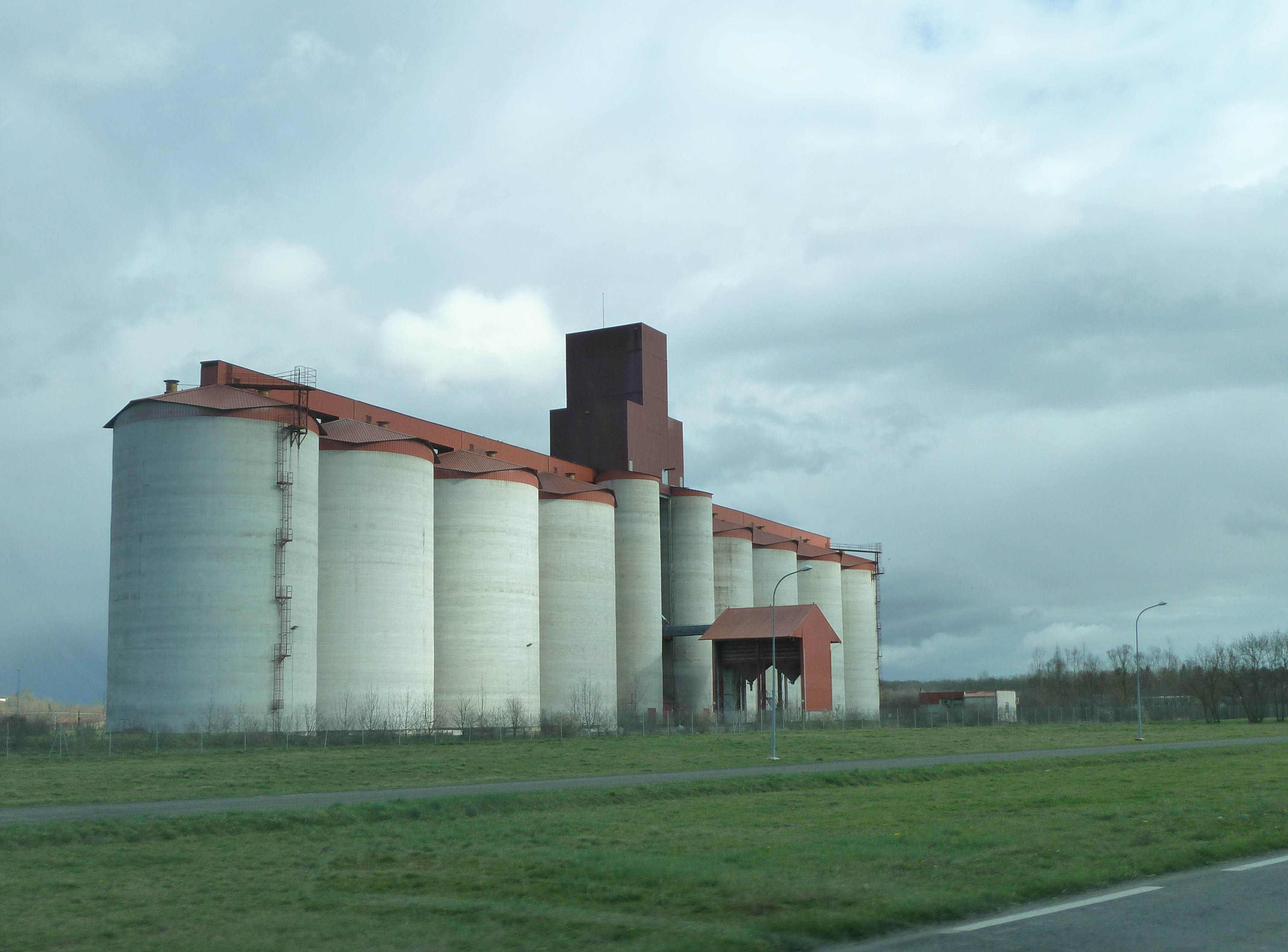
莫布尔盖附近的一处草仓

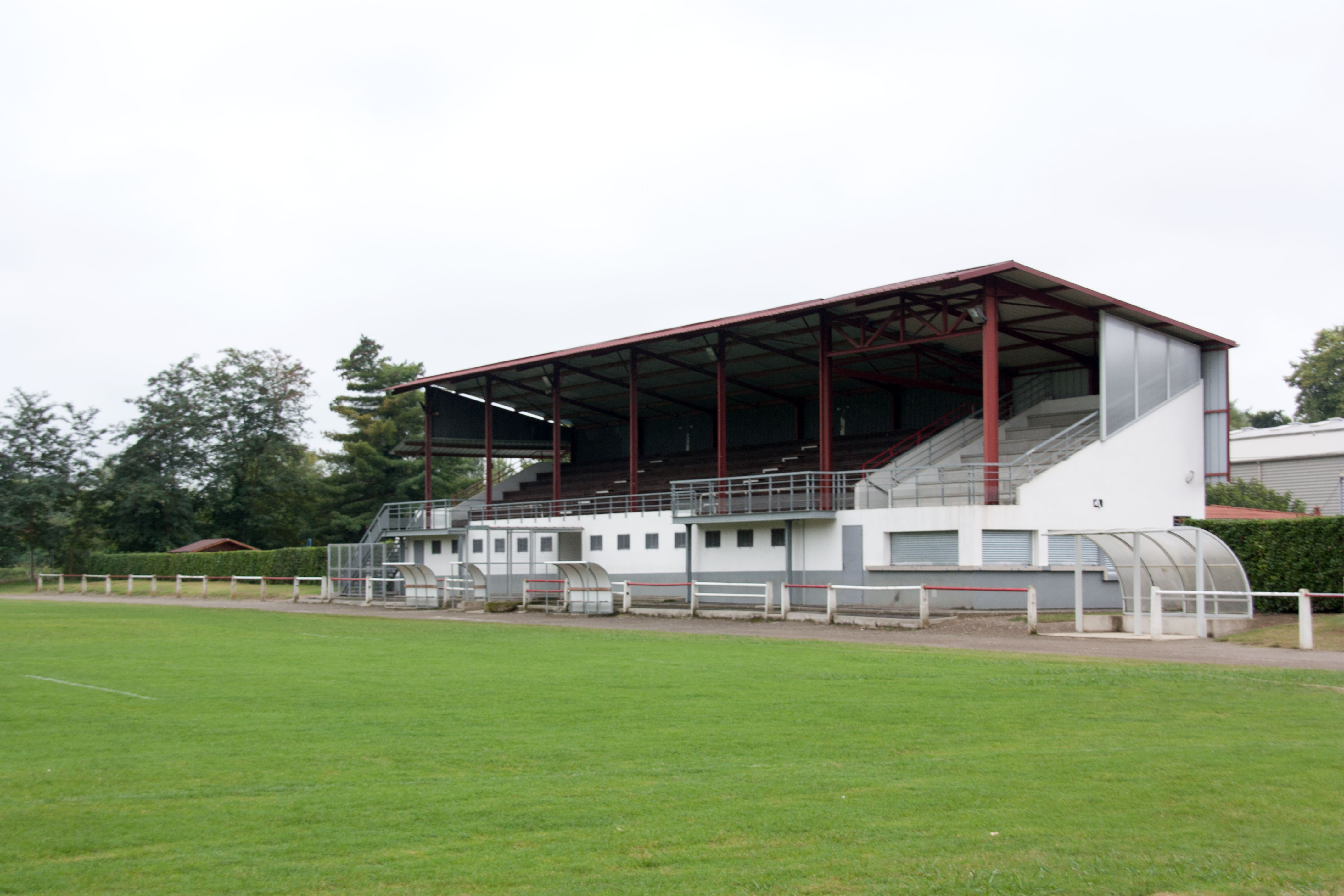
莫布尔盖市政球场

### 教育
莫布尔盖属于图卢兹学区。截止2019年1月1日，莫布尔盖境内共有1所幼儿园、2所小学和1所初级中学。 2018至2019学年度，莫布尔盖境内共有在校中等教育阶段学生282名。

### 医疗
截止2019年1月1日，莫布尔盖境内共有全科医生6名、保健师4名、牙医5名、护士15名。境内共有药房2家、养老院1家。
距离莫布尔盖最近的区域性医疗机构为“塔布中心医院”（Centre Hospitalier de Tarbes），其主病区位于塔布市区，设有床位352个，是当地规模最大的公立综合性医院。

### 住房
2017年，莫布尔盖境内共有各类住房1,412套，其中78.9%为独立式居民区，21%为集中式居民区。常住房屋占莫布尔盖市镇范围内居民建筑总量的82.2%。
在住房保障政策方面，2017年，莫布尔盖境内共有256户家庭获得了住房经济补助，受益人数占总人口数量的10.8%，其中232份为房租补助。

### 商业
2019年，莫布尔盖境内共有各类实体商铺80家，其中餐厅8家、大型超市1家、杂货店2家、面包房4家、肉铺2家、装饰品店1家、银行门店2家、美容美发店5家、汽车维修店8家。市区南部建有开放式商业街区，有一家Super U超市。

### 体育
2019年，莫布尔盖境内共有1家游泳池、2间体育馆、1座综合体育场、2处网球场、3处足球或橄榄球场以及1处篮球或排球场。莫布尔盖奥林匹克体育会（S.O. Maubourguet）是当地的一支橄榄球俱乐部，2021至2022赛季参加奥克西塔尼大区橄榄球联赛，其主场为莫布尔盖市政球场。
截至2021年9月，莫布尔盖境内暂无任何注册足球俱乐部。

### 环境
莫布尔盖的环境事务由其所属的公共社区负责。2019年，莫布尔盖境内暂无污染企业。

### 治安
2019年，莫布尔盖市镇范围内有1处宪兵队。
2014年，莫布尔盖及附近地区共发生各类案件1,852起，其中盗窃类案件1,112起，经济类案件283起，毒品交易类案件90起。

## 文化
2019年，莫布尔盖境内有1家剧场。莫布尔盖市政府提供多媒体中心，向公众全年开放。

### 建筑
莫布尔盖境内有多处历史建筑，其中莫布尔盖升天教堂是法国国家文物保护单位。

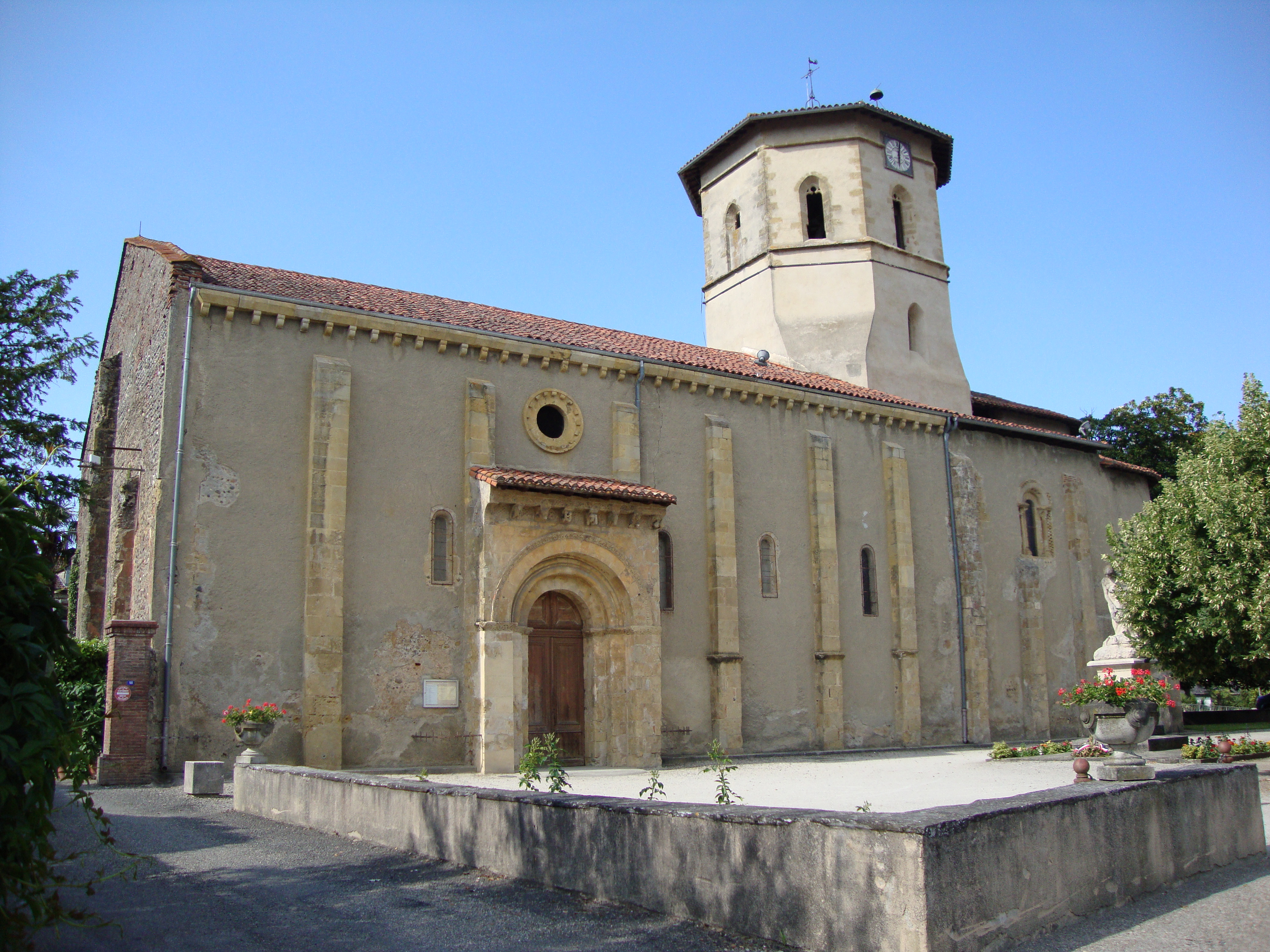
升天教堂（法语：Église de l'Assomption de Maubourguet）
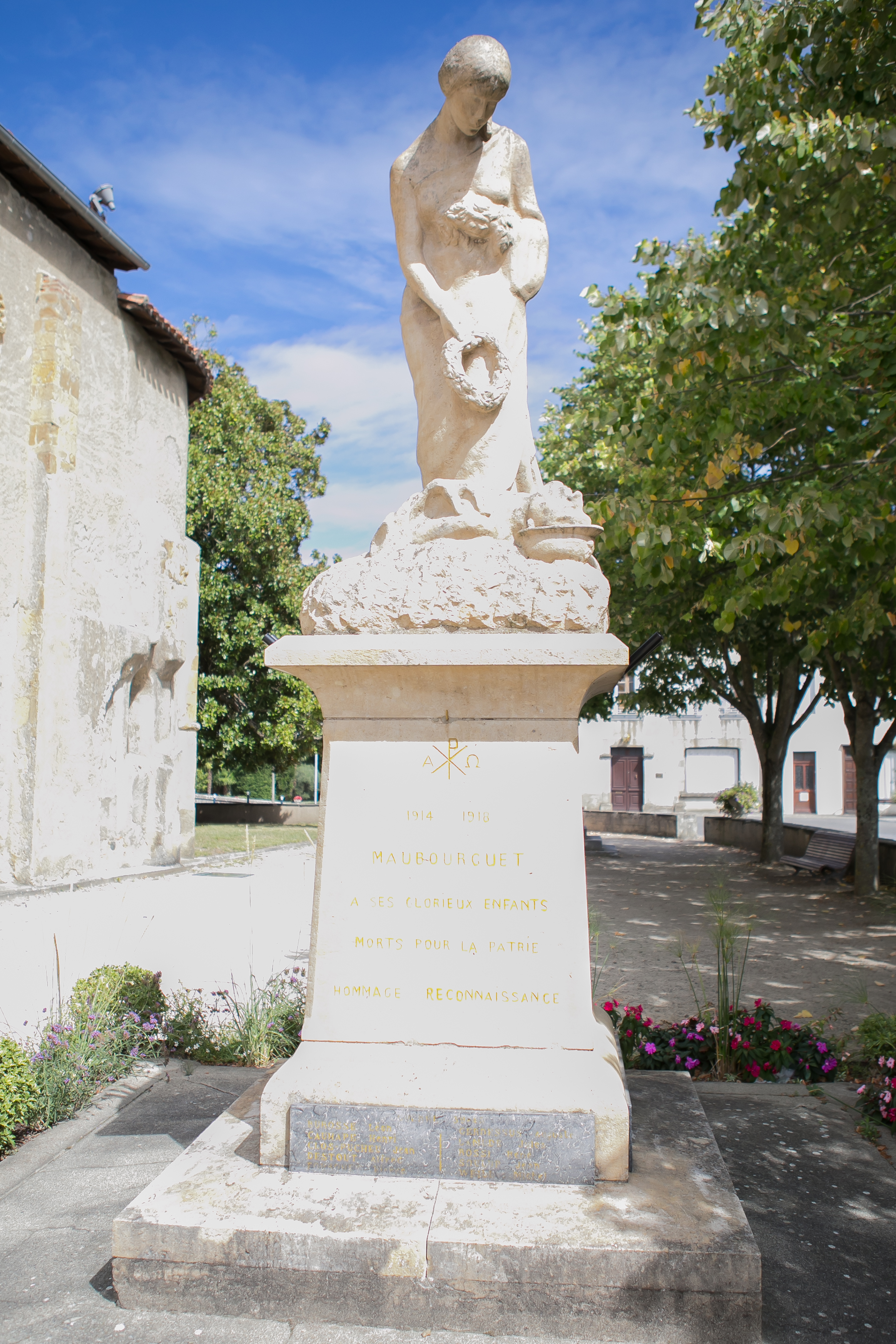
烈士纪念碑
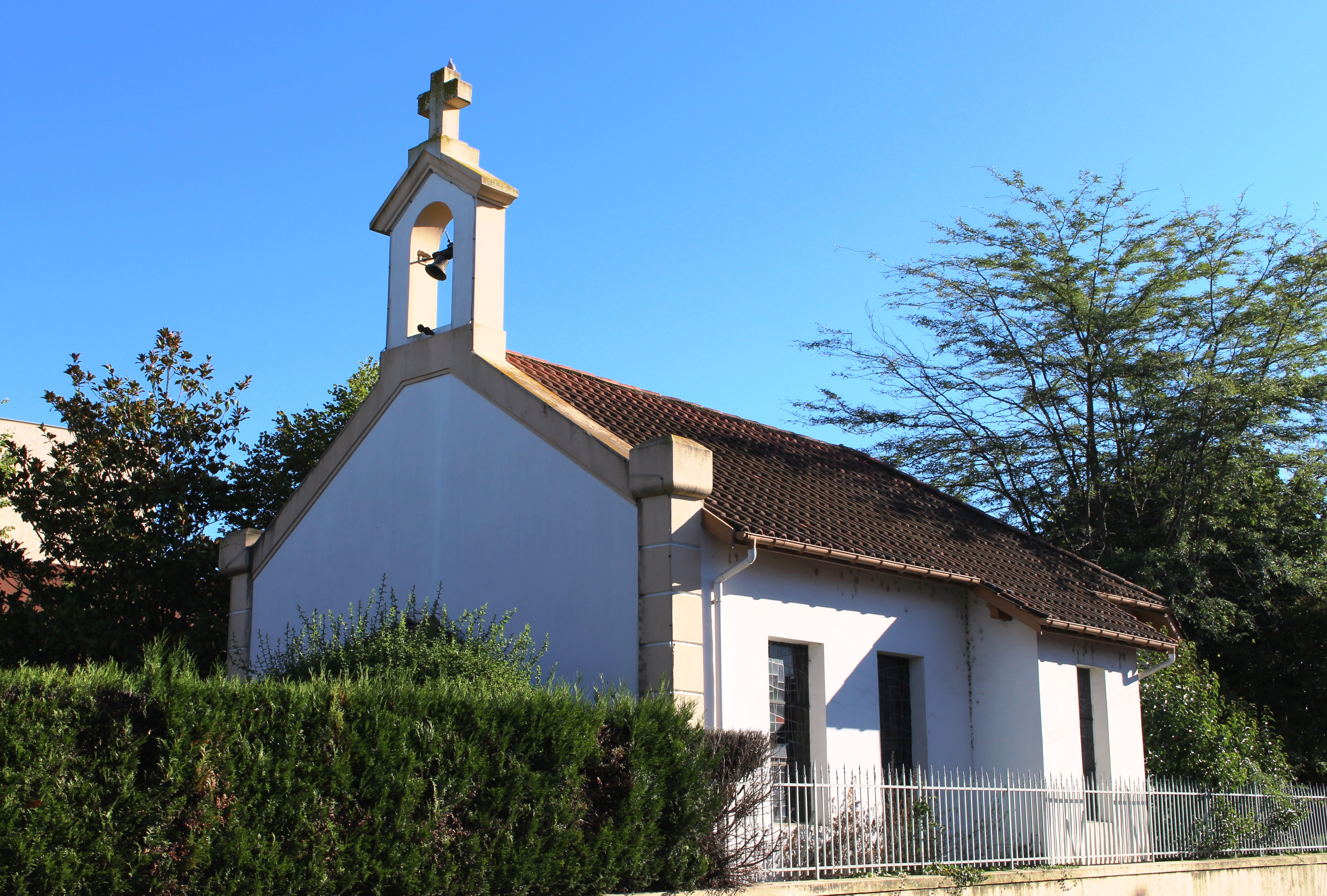
小教堂
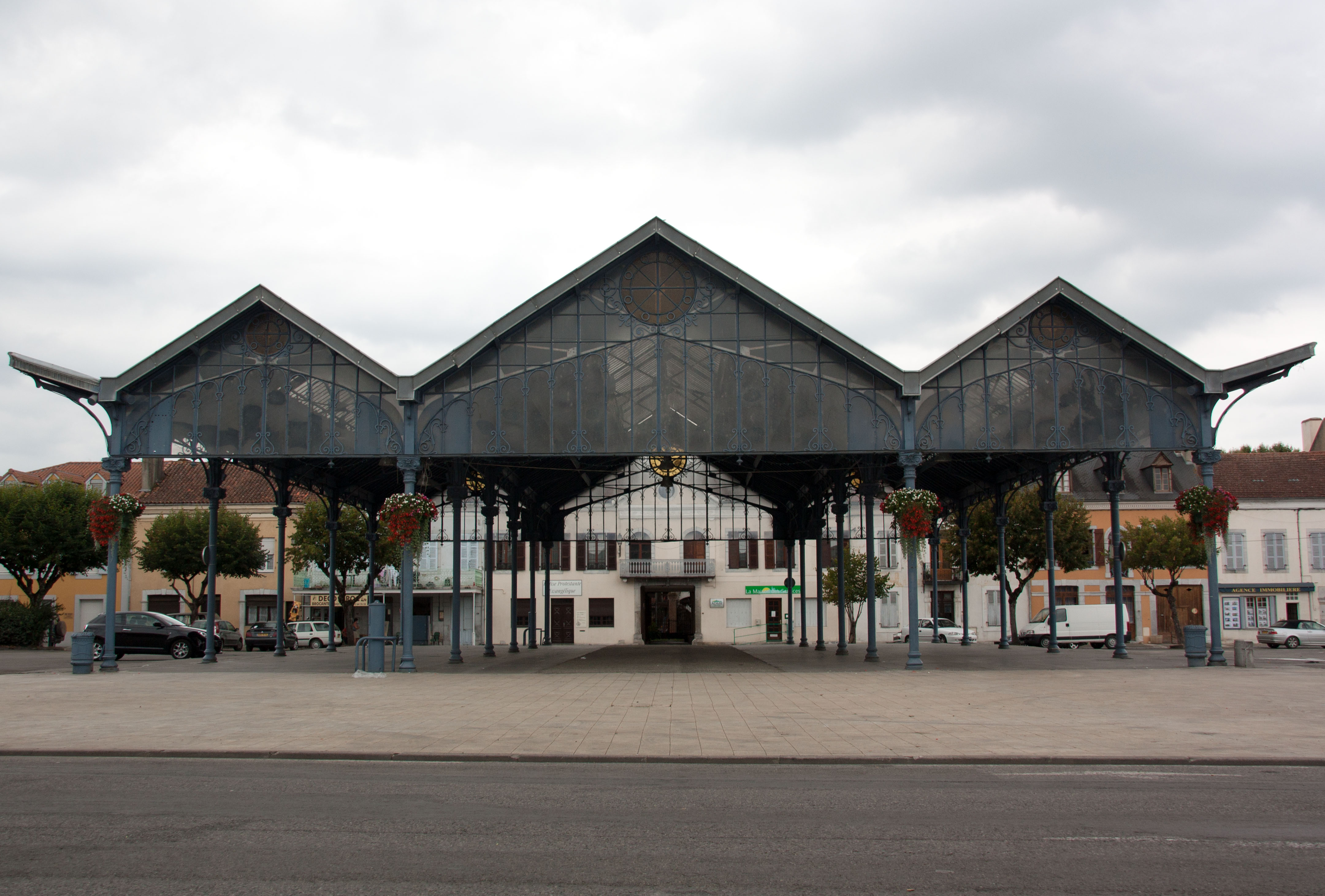
集市大堂
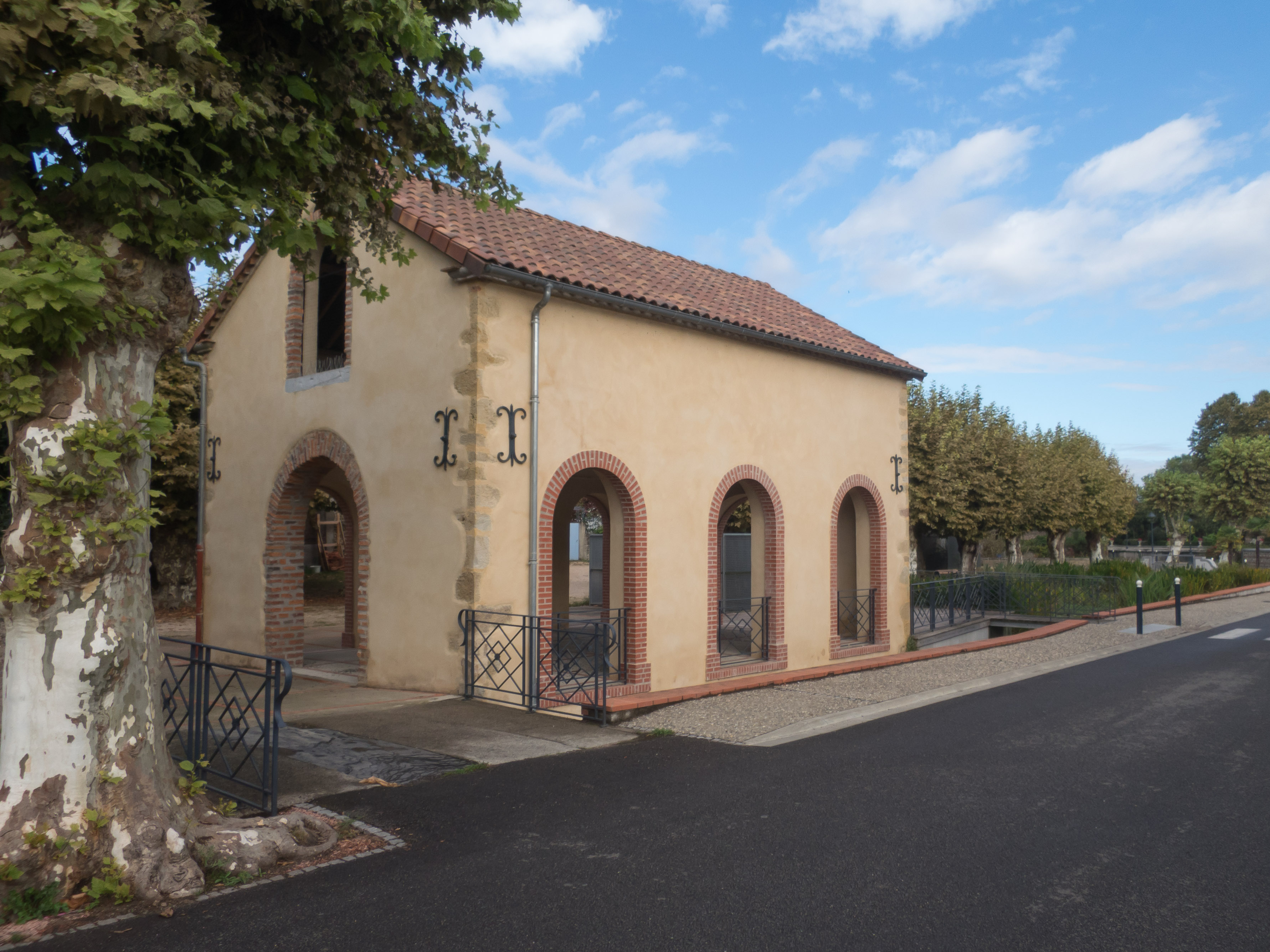
屠宰场旧址
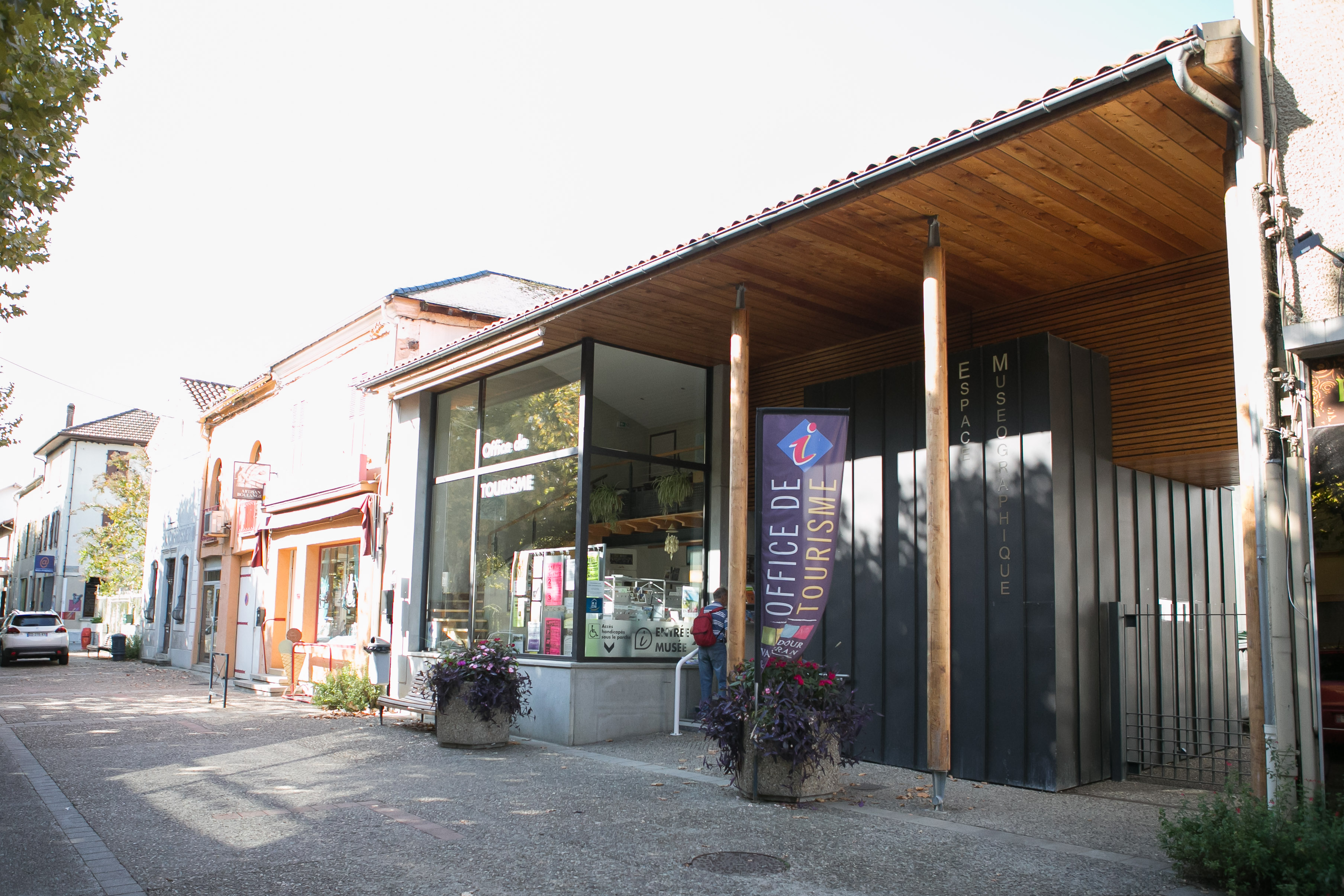
游客接待中心

### 旅游
莫布尔盖的旅游事务由其所属的公共社区负责。2020年，莫布尔盖境内暂无任何游客接待设施。

### 媒体
法国主要的媒体均可在莫布尔盖接收，法国电视三台下属的奥克西塔尼大区频道在部分时段播出莫布尔盖所属区域的地方新闻。

## 友好城市
截至2021年8月，莫布尔盖暂未建立任何友好城市关系。